# 예런

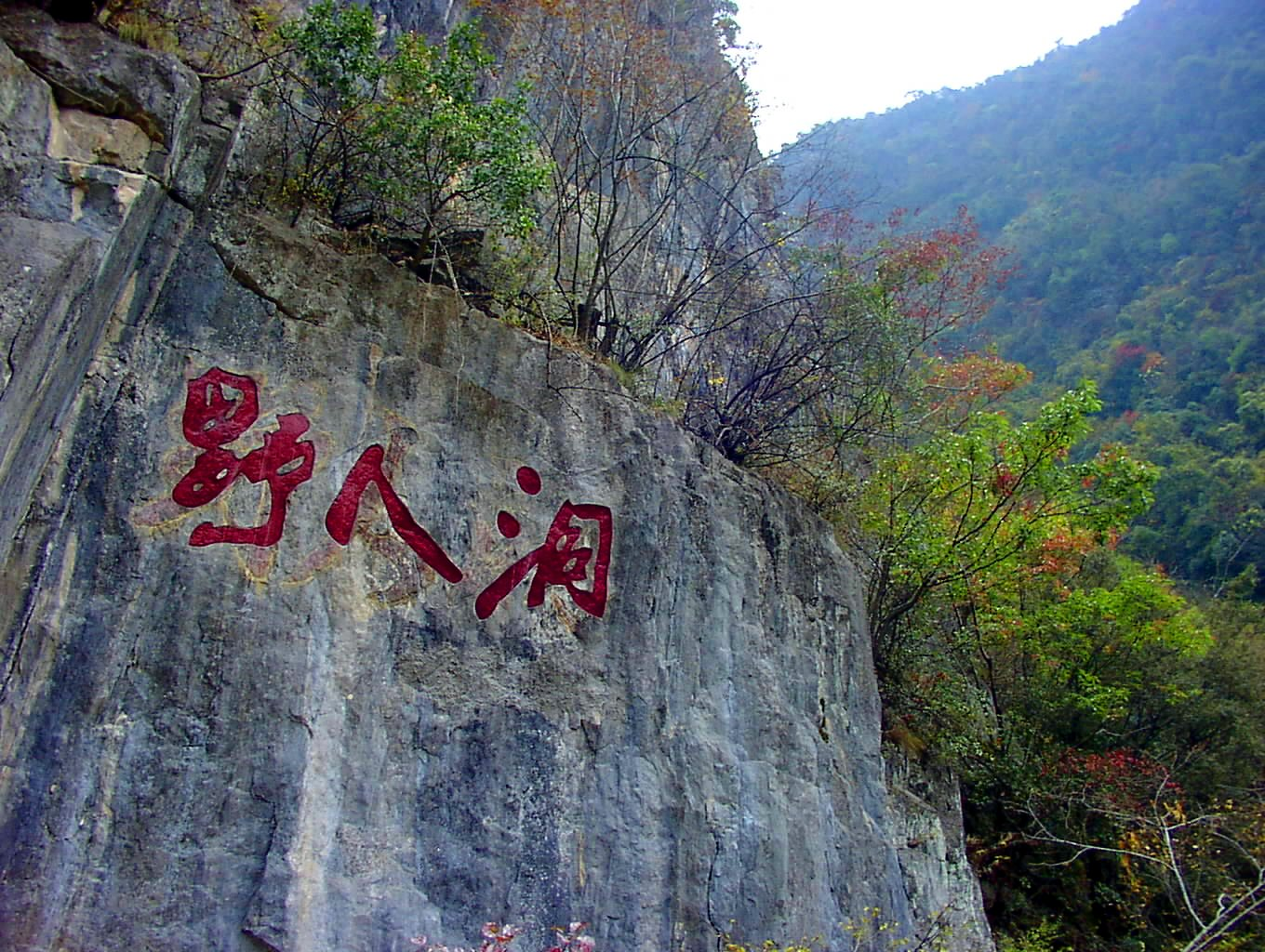
선눙자의 "예런 동굴" 입구에 있는 명칭 표지

예런(중국어 정체자: 野人, 한자음: 야인)은 중국의 오지 산간 지역, 특히 후베이성 선농자 임구에 서식한다고 전해지는 미확인 유인원이다. "모인"(중국어 정체자: 毛人, 병음: máorén)에 대한 목격담은 기원전 340년경 전국 시대부터 당나라(618~907년)에 이르기까지 꾸준히 이어져 왔으며, 이는 현대의 예런 전설로 자리잡았다. 일반적으로 예런은 야만적이고 힘이 세며 움직임이 빠른 존재로 묘사되는데, 산속 동굴에 살면서 식량이나 여성을 찾아 마을을 습격하기 위해 내려온다고 전해진다.
이러한 유인원에 대한 과학계의 관심은 1950년대와 1960년대에 빅풋과 예티에 관한 비과학적 발견과 맞물려 폭발적으로 증가했다. 그러나 마오쩌둥 정부가 이런 종류의 전설과 민간 설화를 버리라고 압박하면서 1976년 정부 해체 전까지 예런에 대한 관심은 억압되었다. 이후 '예런 열풍'이 불면서 중국과학원은 목격자 진술, 발자국, 털, 시체 등을 조사하기 위해 대규모 탐사대를 파견했고, 과학자들은 전례 없는 수준으로 시민과학에 의존하며 연구를 진행했다. 예런은 종종 기간토피테쿠스나 파란트로푸스 로부스투스와 같은 먼 인류의 친척일 것이라는 추측을 받았다. 그러나 이 생물의 존재를 증명하기 위해 제시된 모든 증거는 곰, 원숭이, 긴팔원숭이 등 이미 알려진 동물에서 비롯된 것으로 밝혀졌고, 1980년대 후반이 되자 과학계의 관심은 시들해졌다. 그럼에도 조직적인 예런 연구는 여전히 계속되고 있으나, 어떤 진지한 과학 기관도 이러한 유인원의 존재를 인정하지 않고 있다.
이 생물은 야생과 자연을 상징하는 예술적 아이콘이 되었으며, 문화대혁명 이후에는 성적 제약과 평등주의적 이상에 도전하고 중국의 산림 벌채와 기타 환경 문제를 다루는 데 활용되었다.

## 고대
중국 민간 설화에서 "야인"(중국어 정체자: 野人, 병음: yěrén)과 비슷한 생물에 대한 구전과 문학 전통은 수천 년간 이어져 왔다. 문헌상 가장 오래된 기록은 전국시대 초나라의 시인 굴원(기원전 340~278년)의 《구가》(九歌)에서 찾을 수 있다. 그의 제9가는 "산귀"(중국어 정체자: 山鬼, 병음: shān guǐ)를 언급하는데, 이 글자는 일반적으로 인간의 형상을 가리킨다. 이 산귀는 무화과 잎을 두른 인간 형상의 생물, 야오과이(귀신), 또는 오거 등으로 다양하게 해석되어 왔다. 1982년 중국의 고인류학자 저우궈싱은 2천 년 된 등불에서 "모인"(중국어 정체자: 毛人, 병음: máorén)을 묘사한 것으로 보이는 장식물을 발견했는데, 이 역시 야인을 둘러싼 오랜 전통을 보여준다.

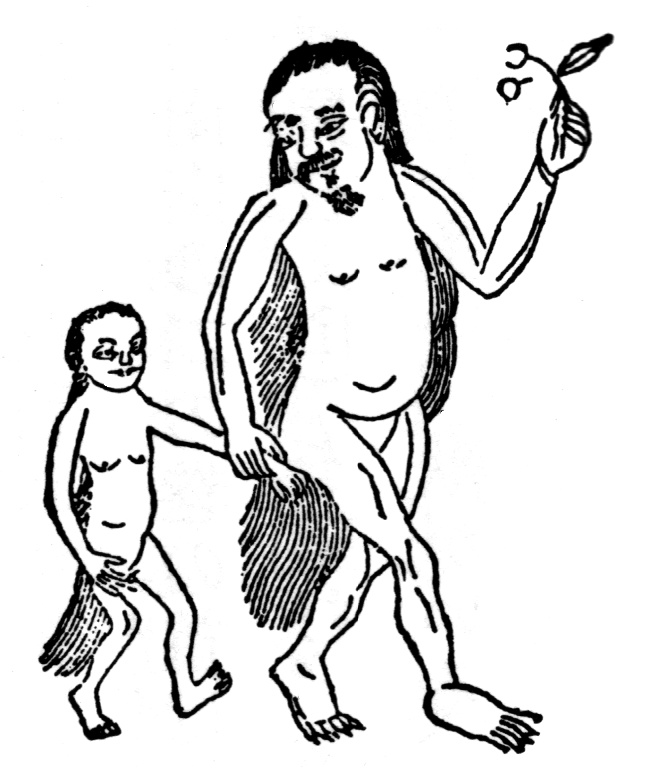
성성이 두 마리를 묘사한 《삼재도회》의 그림, 1596년

당나라(618~907년) 시대에 들어서면서 "야인"에 대한 기록이 더욱 빈번해졌으나, 이 생물이 얼마나 인간의 모습을 하고 있는지에 대해서는 매우 일관성이 없다. 털 난 야인에 대한 것으로 추정되는 다른 초기 기록들은 다음과 같다.
- 기원전 4~3세기에 편찬된 《일주서》와 《이아》는 오늘날 개코원숭이를 가리키는 비비(중국어 정체자: 狒狒, 병음: feifei)라는 글자로 표현되는 빠르게 움직이고 긴 털을 가진 생물을 언급하는데, 사람을 잡아먹는다고 한다.

"비비의 피를 마시면 귀신을 볼 수 있다. 천근[500kg]을 들 수 있을 만큼 힘이 세다... 윗입술이 항상 머리를 덮고 있다. 생김새는 원숭이와 비슷하다. 사람의 말을 하지만 새 소리처럼 들린다. 생사를 예견할 수 있다. 그 피로 물건을 짙은 자주색으로 물들일 수 있고, 그 털로 가발을 만들 수 있다. 전설에 따르면 발꿈치가 뒤로 향해 있다... 사냥꾼들은 무릎이 없다고 한다."— 단성식, 《유양잡조》, 853년

- 《이아》는 또한 중국에 서식하지 않는 동물인 "오랑우탄"을 가리키는 성성(중국어 정체자: 猩猩, 병음: xīngxing) 또는 좀 더 일반적으로 "유인원"을 가리키는 글자를 언급한다. 기원전 139년, 고욱은 《회남자》에서 성성을 인간의 얼굴과 "짐승의 몸"을 가진 존재로 묘사했다.
- 650년, 조연수는 성벽을 기어오른 모인 무리에 대해 상세히 기록했다.

이러한 생물들은 그 "야생적" 특성으로 인해 종종 호색적인 존재로 묘사되었으며, 마을 사람들을 납치하고 강간했는데, 특히 피해자가 여성일 경우가 많았다. 주로 확(중국어 정체자: 玃, 병음: jué)으로 불린 이 유인원들은 암컷이 전혀 없어서 번식을 위해 여성을 납치하고 강간해야 한다고 전해진다. 반대로 야처(중국어 정체자: 野妻, 병음: Yě qī), 혹은 때로는 성성이라 불리는 존재들은 남자를 납치해 등에 메고 산으로 데려가 혼인한다고 한다.
그의 입술에는 거대한 이빨 자국이 있었고, 성기 주변이 찢어져 뼈가 모두 드러날 정도였으며, 땅에는 한 되 이상의 피가 흰 정액과 섞여 있었다.— 원매, 산시성의 "모인" 피해자를 묘사한 《자부어》, 1788년

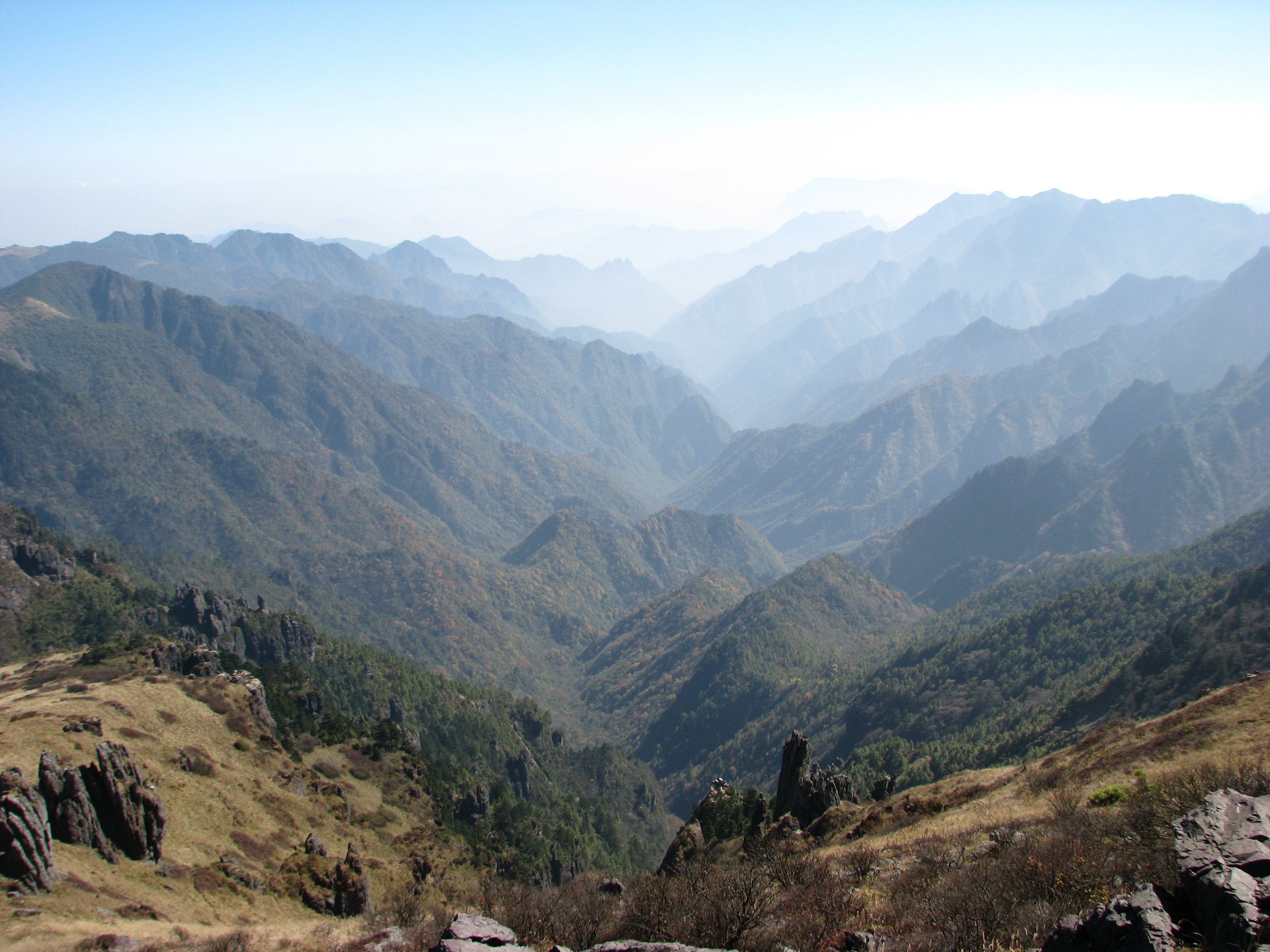
예런은 흔히 선눙자의 삼림 지역과 연관되어 있다.

"예런"이라는 정확한 명칭은 주로 후베이성 선눙자 임구의 산간 지역에서 사용되어 왔으나, 예런에 대한 가장 오래된 기록은 선농가에서 90km 북쪽에 있는 팡현에서 발견된다. 1555년 청나라 시대에 이 지역 신문인 《방현지》는 근처 산속 동굴에 숨어 살면서 개와 닭을 잡아먹는 예런 무리에 대한 이야기를 게재했다. 후베이 시골 지역에서는 예런이 만리장성 건설에 동원됐다가 도망친 노동자들의 후손이라는 소문이 돌았다. 다른 신문들과 이시진의 1578년 저서 《본초강목》과 같은 중국 자연사 서적들도 자주 예런이나 비슷한 유인원들을 언급했다.

## 외형
이 미확인 생물에 대한 증언들은 대체로 예런이 직립 보행을 하며 키가 2m가 넘고, 온몸이 황갈색 털로 덮여 있되 특히 두피의 털이 길며, 얼굴은 유인원과 인간을 둘다 닮았다는 점에서 일치한다. 다른 공통적인 묘사로는 검붉은 털, 돌출된 눈, 무릎까지 늘어진 긴 팔, 큰 발 등이 있다. 예런은 인간을 마주치면 웃는다고 전해진다.

## 과학계의 관심

### 마오쩌둥 시대
20세기에 들어 유인원 목격 사례가 증가하면서 1950년대와 60년대에 소규모 과학 조사가 이루어졌다. 최초의 이러한 탐사는 소련 예티 연구위원회의 자금 지원을 받아 티베트의 비슷한 미확인 유인원인 예티에 더 초점을 맞추었다. 베이징에 본부를 둔 척추고생물학 및 고인류학 연구소(IVPP)도 이에 따라 1959년 에베레스트산 조사의 일환으로 예티를 포함시켰다. 저명한 고인류학자 페이원중은 소련 동료들에게 중국 전역에서 보고된 비슷한 유인원 사례들을 소규모로 수집하여 전달했다. 1962년, 또 다른 저명한 고인류학자인 우루캉은 윈난성 시솽반나 다이족 자치주에서 보고된 사례들을 조사했으나, 이를 긴팔원숭이를 잘못 본 것이라며 일축했다. 한편, 마오광녠 교수는 예티와 예런을 연관 지었다. 그가 이 주제에 관심을 갖게 된 것은 동료 왕저린이 1940년 황하 수자원 관리위원회를 대표해 현장 조사를 하던 중 한 유인원이 총에 맞아 죽은 이야기를 들은 뒤부터였다.
마오쩌둥 주석 시대(1949년~1976년) 동안 정부는 미신적 믿음을 없애고 미스터리한 유인원을 둘러싼 논쟁을 잠재우기 위한 열성적인 캠페인을 벌였다. 정부는 예런, 귀신, 영혼 이야기가 농부들이 밭일을 하는 것을 두려워하게 만드는 등 생산성을 저해할 것이라 여겼고, 이러한 이야기를 유포하는 것은 때로 처벌 대상이 되었다. 과학계의 관심은 빠르게 시들해졌고 광녠만이 거의 유일하게 예런을 연구하는 과학자가 되었다. 그는 당시의 목격자 증언 대신 주로 최근의 과학 보고서와 고대 문헌을 활용했다. 페이와 같은 다른 과학자들은 이런 오지 마을 주민들의 과학적 무지와 강한 미신적 믿음 때문에 유인원 증언이 나온다고 보았지만, 추가 연구에는 지지를 표명했다. 그럼에도 광녠은 예런 연구를 통해 미신을 과학적 사실로 대체할 수 있다고 주장했다. 그는 마치 매너티가 인어 이야기의 근원이 되었다고 하듯이, 예런이 중국의 귀신과 영혼 설화의 근원이라고 추측했다. 소련의 역사학자 보리스 포르시네프는 이 유인원들이 네안데르탈인의 잔존 집단이라고 제안했지만, 광녠은 예런이 그보다 훨씬 원시적이어서 거대 중국 유인원인 기간토피테쿠스의 후손일 가능성이 더 크다고 믿었다.

### 마오 이후의 "예런 열풍"

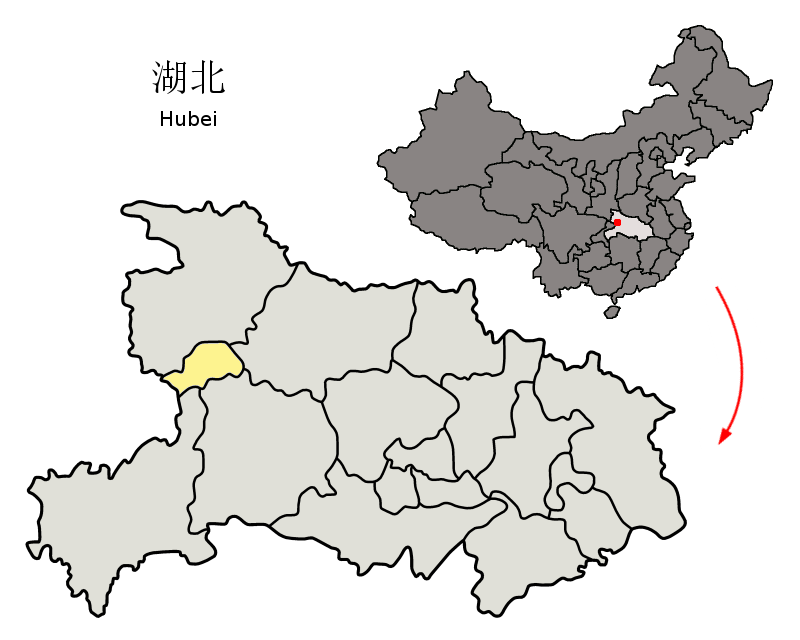
후베이성 내 선눙자의 위치

1974년, 선눙자 지구선전부 부서기인 역사학자 리젠은 현지인들로부터 예런에 관한 증언들을 기록했는데, 가장 오래된 것은 1945년의 일이었다. 이로 인해 그는 "예런 장관"이라는 별명을 얻게 되었다. 1976년 그의 연구는 화동 사범대학의 류민좡 교수와 여러 IVPP 과학자들의 관심을 끌었다. 격동의 문화대혁명이 쇠퇴하면서 마오쩌둥 시대가 막을 내리자 미신에 대한 금기가 약화되었고, 예티와 북미의 비슷한 존재인 빅풋에 관한 서구의 대중적 저작들이 중국어로 번역되었다. 리젠과 류민좡의 연구, 그리고 새로이 얻은 출판의 자유와 함께 찾아온 상업화 증가가 맞물리면서 "예런 열풍"이 일어나 유인원에 대한 관심이 폭발적으로 늘어났다. 이후 몇 년 동안 류민좡은 예런 연구의 가장 저명한 연구자가 되어 "예런 교수"라는 별명을 얻게 되었다.
1977년, 저우궈싱은 군 관계자, 동물학자, 생물학자, 사진작가들과 함께 중국과학원을 대표해 선농가에서 예런 탐사를 시작했다(비록 인원이 너무 많아 소음이 과다했던 점은 오히려 역효과였을 것이다). 이후의 탐사에는 과학자, 기술자, 정부 관리, 현지 주민들이 참여하여 예런으로 추정되는 발자국과 털 샘플을 수집하고 목격 사례를 기록했으며, 이는 과학 저널과 대중 과학 잡지, 신문 등에 게재되었다. 예런 수색에는 전례 없이 많은 비전문가들이 참여했으며, 대부분 시민과학으로 추진되었다. 1981년, 저명한 중국 고인류학자 자란포의 도움으로 중국 예런연구회가 설립되었고, 예런의 시체를 찾아오면 5,000위안, 산 채로 잡아오면 10,000위안(당시 1,750달러와 3,500달러)의 현상금을 내걸었다.
광녠처럼 대다수의 과학자들은 이 유인원들이 초자연적 존재가 아닌 아직 발견되지 않은 인류의 초기 분지라는 것을 증명하려 했고, 소수만이 이들이 잘못 식별된 일반 동물이라고 주장했다. 가장 유력한 후보로는 기간토피테쿠스의 후손이나 아프리카의 파란트로푸스 로부스투스(당시에는 기간토피테쿠스처럼 거대했다고 여겨짐)의 미발견 중국 변종 등이 있었다. 과학자들 사이에서 가장 인기 있지는 않았지만 또 다른 주목할 만한 가설로는, 예런이 현생 인류의 후진적이고 진화하지 못한 인종이라는 것이 있었는데, 이는 종종 현지 소수민족에 대한 인종차별적 비교를 통해 뒷받침되었다. 1984년, 현지인 리밍즈는 자신의 예런 목격담을 이야기하면서 "처음에는 산에서 돼지 먹이를 모으는 와족 여인인 줄 알았다"고 말했다. 예런이 먼 인류의 친척이라는 것은 당시 마르크스주의에 크게 의존했던 여러 중국의 대중적 이론들을 확인해줄 수 있었다. 가장 주목할 만한 것은 프리드리히 엥겔스의 "노동이 인류를 만들었다"는 개념인데, 예런은 두 발로 걸으며 손이 자유로워 노동할 수 있음에도 노동하는 사회를 조직하지 않아 진화적으로 정체되어 있었기 때문이다. 또한 이는 현재 널리 받아들여지는 아프리카 기원설에 의해 뒤집히고 있던 아시아 기원설(현생 인류가 아시아에서 진화했다는 이론)을 뒷받침할 수 있었다. 결과적으로 가상의 예런 사회는 종종 마르크스주의적 페미니즘을 통해 일부다처제와 모계사회적 특징을 가진 것으로 묘사되었다. 예런에게는 때때로 사랑과 가족적 유대감도 부여되었다. 예를 들어 1976년에는 임신한 예런이 선농가에서 자신의 "남편"을 찾고 있다는 소문이 돌았다.
1980년대가 되자 예런에 관한 책들이 출간되기 시작했고, 이후 상당한 양의 관련 문헌이 축적되었다. 일부 예런 사냥꾼들은 - 대개 남성들이었는데 - 가족을 뒤로 한 채 사냥에 일생을 바쳤다. 1981년 리젠은 중국인류학회의 자금 지원을 받아 중국 예런조사연구회를 설립했다. 그 십년 동안 진행된 네 차례의 전시회는 40만 명이 넘는 관람객을 모았다.

### 결론

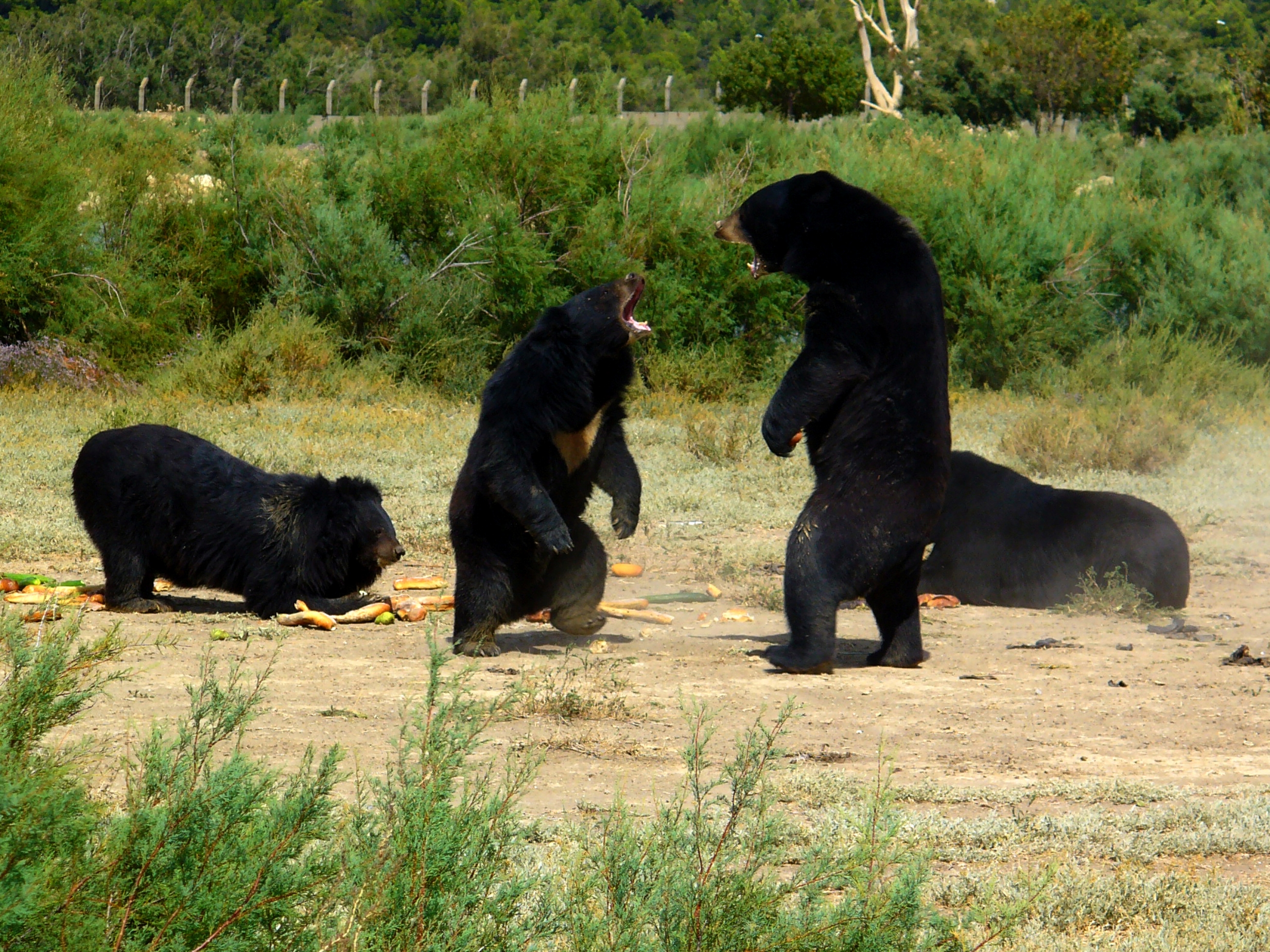
일부 예런 목격담은 아시아흑곰을 잘못 본 것일 수 있다.

모든 탐사가 설득력 있는 증거를 찾는 데 실패하면서 1980년대 후반이 되자 과학계의 관심은 급격히 떨어졌다. 예런의 것이라고 주장된 시체와 털, 발자국은 실제로는 인간, 히말라야불곰, 티베트청곰, 아시아흑곰, 마카크원숭이, 산양, 시로 등 이미 알려진 여러 동물의 것으로 밝혀졌다. 예런과 인간의 혼종이라는 증거로 제시된 소위 "원숭이 소년" 두개골은 사실 척수소뇌성 실조증을 앓았던 인간 아이들의 것이었다. 대부분의 목격담이 멀리서 본 것이라고 보고되었기 때문에, 목격자들이 곰이나 긴팔원숭이, 원숭이를 잘못 본 것일 수 있다. 또한 많은 목격자 증언이 완전히 조작되었거나 과장되었을 가능성이 높다.
1989년 천안문 광장 시위와 학살 이후 정부는 민간단체들을 제한하기 시작했고 과학적 문제를 포함한 일반 대중의 견해와 관찰을 억제했다. 이러한 추세에 발맞춰 1994년, 리젠의 예런연구회는 중국과학기술협회에 편입되었고(비록 정부가 아닌 회원들의 자금으로 대부분 운영되긴 했지만), 희귀동물탐사조사위원회로 이름이 바뀌었다. 중국 학계에서는 여전히 추가 연구가 전면적으로 비난받지는 않지만, 주류 학계는 예런이 실재한다고 보지 않는다. 이 생물의 존재를 입증하려 시도하는 거의 유일한 학자는 미국의 인류학자 제프리 멜드럼이다.

## 대중문화
신비롭고도 인간다운 분위기 때문에 예런은 소설에서 야성과 미개함을 상징하는 인기 있는 소재가 되었다. 고대의 납치 이야기들은 현대의 상상력 넘치는 이야기로 재탄생했는데, 대개는 덜 자극적인 형태를 띠었다. 가장 인기 있었던 작품 중 하나는 쑹요우싱의 《예런이 짝을 찾다》로, 문학 작품과 목격담에서 자주 묘사되듯이 큰 가슴과 긴 머리를 가진 매력적인 암컷 예런을 관능적으로 묘사했다. 이 작품이 특히 의미가 있었던 것은 예런이 (납치된 남편에게) 사랑하는 아내이자 어머니로 묘사되었고, 평등주의적이고 성적으로 보수적이었던 마오쩌둥 시대 이후 많은 논의와 변화를 겪던 여성의 성과 전통적 가족 가치를 다루었기 때문이다. 보통은 야만적인 존재에 이러한 특성을 부여함으로써 다른 가치관을 가진 "문명화된" 사람들과 쉽게 대비를 이룰 수 있었는데, 이는 "원시적인" 소수민족을 찬미하던 1970~80년대 중국의 "원시주의" 경향 속에서 인기를 얻었다. 마오 이후의 중국에서 예런은 특히 문화대혁명의 인도주의적 위기를 참고할 때, 문명의 악의와 악덕에 물들지 않은 자연 상태의 인간 이상이 되었다.
대왕판다와 함께 예런은 1970~80년대 중국의 환경 문제, 특히 광범위한 산림 벌채를 조명하는 데 활용되었는데, 많은 연구자들은 예런이 발견되기도 전에 멸종될 것을 우려했다. 1983년 선농가 국립자연보호구역이 설립된 데에는 여러 요인 중 하나로 "예런 열풍"이 작용했을 수 있다.
후베이성은 이 생물의 악명을 이용해 성 내의 오지 마을로 관광객을 유치하고 있다. 자연보호구역 내에는 암컷 예런과 그 새끼를 묘사한 조각상이 있어 또 다른 인기 있는 관광 명소가 되고 있다.
영화 《빅 트러블》에서 데이비드 로 판의 부하 중 하나인 '와일드맨'은 예런을 바탕으로 만들어졌다.

## 같이 보기
- 알마스
- 빅풋
- 히바곤
- 오랑 펜덱
- 스컹크 유인원

## 더 읽어보기
- Smith, O. D. (March 2021). “The Wildman of China: The Search for the Yeren”. 《Sino-Platonic Papers》 (monograph) (309): 1–20. doi:10.17613/f268-0732.
- Schmalzer, S. (2008). 〈'From Legend to Science,' and Back Again? Bigfoot, Science, and the People in Post-Mao China〉. 《The People's Peking Man: Popular Science and Human Identity in Twentieth-Century China》. University of Chicago Press. 429–497쪽. ISBN 978-0226738604.
- Debenat, J.-P.; Leblond, P. (2015). 《The Asian Wild Man: Yeti, Yeren, and Almasty》. Hancock House. 1–176쪽. ISBN 978-0-88839-719-5.